# L'isola della morte
L'isola della morte (Danger Island) è una serie televisiva statunitense e messicana del 1968, creata da Hanna-Barbera.
Segmento de Lo show dei Banana Splits, la serie è stata trasmessa per la prima volta negli Stati Uniti su NBC dal 7 settembre 1968 all'11 gennaio 1969, per un totale di 36 episodi ripartiti su una stagione. In Italia è stata trasmessa dal 10 aprile 1980 su Ciao Ciao.

## Episodi
| Stagione       | Episodi | Prima TV USA | Prima TV Italia |
| -------------- | ------- | ------------ | --------------- |
| Prima stagione | 36      | 1968-1969    | 1980            |

## Personaggi e interpreti
- Prof. Irwin Hayden, interpretato da Frank Aletter.
- Lincoln "Link" Simmons, interpretato da Jan-Michael Vincent.
- Leslie Hayden, interpretato da Ronne Troup.
- Elihu Morgan, interpretato da Rockne Tarkington.
- Chongo, interpretato da Kim Kahana.
- Capitan Mu-Tan, interpretato da Victor Eberg.
- Chu, interpretato da Rodrigo Arrendondo.